# Gabriel Guerra
Gabriel Miguel Guerra (Florencio Varela, Buenos Aires, 17 de abril de 1993) es un futbolista argentino. Se desempeña como delantero centro.

## Trayectoria

### Boca Juniors
Guerra surgió en el Club Atlético Boca Juniors de Argentina, en donde no llegó a debutar con el primer equipo pero sí con la reserva, en donde fue goleador en 2014. Cabe destacar que además jugó en el Club Parque en categorías infantiles.

### PKNS FC
En 2015 debutó como profesional en el PKNS FC de la segunda división de Malasia, en donde permaneció hasta fines de 2016.  
Jugó nuevamente en el club a partir de enero de 2017; con quien tuvo contrato hasta noviembre de 2019.

### Johor Darul Takzim
Poco después fue fichado por el Johor Darul Takzim, el club malayo de mayor popularidad, con el cual junto con su compatriota Gonzalo Cabrera (también exjuvenil de Boca) fue campeón. En 2018, Guerra regresó a Boca Juniors habiendo jugado en Malasia 109 partidos y marcado 65 goles (promedio 0,6 goles por partido).

### Huracán
En enero de 2018 volvió a Boca Juniors, pero no fue tenido en cuenta por el entrenador Guillermo Barros Schelotto, rescindió el contrato y quedó libre en marzo. En agosto firmó para el Club Atlético Huracán por 6 meses.

### PKNS FC
En 2019 vuelve al PKNS FC de la primera división de Malasia, en donde permaneció hasta fines de 2019 convirtiendo 7 goles.

### Sarawak
En enero de 2020 arranco en el  Sarawak de la segunda división de Malasia, en donde permaneció hasta fines del mismo año.

## Forma de juego
Guerra se desempeña habitualmente como centrodelantero pero también jugó en la posición de enganche. Sus características de juego han sido comparadas con las de Lucas Viatri y Juan Román Riquelme.

## Estadísticas
| Año/s     | Club                  | País      | Goles | PJ  | Promedio |
| --------- | --------------------- | --------- | ----- | --- | -------- |
| 2015-2016 | PKNS FC               | Malasia   | 31    | 44  | 0,70     |
| 2017-2017 | Johor Darul Takzim FC | Malasia   | 17    | 32  | 0,55     |
| 2018-2018 | Huracán               | Argentina | 0     | 0   | 0        |
| Total     | Total                 | Total     | 70    | 119 | 0,65     |

*Nota: Se cuentan los partidos y goles en el equipo principal de cada club.

## Palmarés
- Superliga de Malasia: Campeón 2017, Johor FC.[7][8][9]
- Copa de Malasia: Campeón 2017, Johor FC.[10]